# Argentina na letních olympijských hrách
Argentina na letních olympijských hrách startovala celkem 26 krát, poprvé na olympijských hrách v Paříži v roce 1900 a od té doby vyslala své sportovce na všechny následující letní olympiády s výjimkou Letních olympijských her v Moskvě v roce 1980. Za účast argentinských sportovců je zodpovědný Olympijský výbor Argentiny, založený v roce 1923.
Toto je přehled historických milníků, účastí, medailového zisku a vlajkonošů na dané sportovní události.

## Přehled
Argentina je jednou z 12 zemí – jedinou z Iberoameriky – která v roce 1894 stála při zakládání Mezinárodního olympijského výboru (MOV). Zemi při tomto aktu zastupoval José Benjamín Zubiaur, který následně působil v prvním výkonném výboru MOV až do roku 1907. Národní argentinský olympijský výbor byl vytvořen a uznán v roce 1923. 
Během období mezi lety 1924–1952 měla Argentina velmi úspěšné výkony, přičemž získala alespoň jednu zlatou medaili na každých hrách v tomto období. Od Letních olympijských her v Melbourne v roce 1956 zažívala země postupný celkový propad, který vyvrcholil na Letních olympijských hrách v letech 1976 a 1984, kdy země nezískala žádné medaile. Zisk zlata Argentina zaznamenala až na Letních olympijských hrách v Aténách v roce 2004, a to poprvé po 52 letech. Tento ročník zároveň pro Argentinu znamenal ztrátu pozice nejúspěšnější země co do počtu zlatých a celkových medailí v Jižní Americe, když byla překonána svým sousedem Brazílií.
Argentinští sportovci celkem na Letních olympijských hrách získali 80 medailí. Z tohoto počtu jich pochází 24 z boxu, což je sport, ve kterém Argentina získala více medailí než v jakémkoli jiném.

## Historie

### 1900 až 1912
Historicky prvním argentinským olympionikem byl šermíř Francisco Camet, který se jako jediný argentinský sportovec zúčastnil Letních olympijských her v Paříži v roce 1900. Na následující hry v St. Louis v roce 1904 země nevyslala žádný tým. Na Letních hrách v Londýně v roce 1908 zastupoval Argentinu také jen jeden sportovec, krasobruslař Horatio Torromé (mezi lety 1908 až 1920 bylo krasobruslení součástí programu letních her). Dalších her v roce 1912 ve Stockholmu se země rozhodla nezúčastnit.

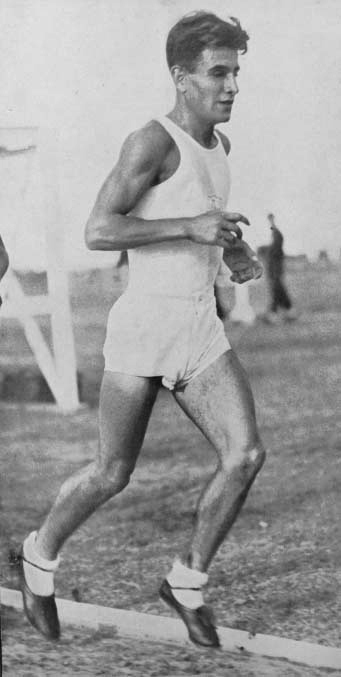
Juan Carlos Zabala, vítěz maratonu na olympijských hrách v roce 1932

### 1920 až 1936
Také v roce 1920 v Antverpách se argentinský olympijský tým skládal pouze z jednoho účastníka, boxera Ángela Rodrígueze. Na hry v Paříži v roce 1924 odjelo z Argentiny 77 sportovců, účastnících se v atletice, boxu, cyklistice, šermu, pólu, veslování, jachtingu, sportovní střelbě, plavání, tenisu a vzpírání. Na těchto hrách slavili první zisky všech medailí, jejichž držiteli se stali členové národního týmu pólistů po čtyřech vítězných zápasech a atlet Luis Brunetto se stříbrnou medailí v trojskoku. Čtyři další medaile přidali boxeři Alfredo Copello, Héctor Méndez, Pedro Quartucci a Alfredo Porzio v několika kategoriích. Další výsledky přinesli fleretista Roberto Larraz, který skončil na pátém místě v individuální soutěži, vzpěrač Carlos Bergara, který se umístil na pátém místě v polotěžké váze, a střelci Lorenzo Amaya a Matías Osinalde, kteří obsadili čtvrté a páté místo ve střelbě rychlopalnou pistolí.
Ještě úspěšnější byly pro Argentinu Letní olympijské hry v Amsterdamu v roce 1928, kde poprvé soutěžili argentinští zápasníci, jezdci a fotbalisté. Bodovali zde zejména plavec Alberto Zorrilla, který se stal prvním olympijským vítězem v individuálním sportu, nebo fotbalisté, kteří získali stříbro, když ve finále prohráli v opakovaném zápase 1:2 s Uruguayí. První finálový zápas skončil 1:1.
Rovněž úspěšná byla účast na hrách v Los Angeles v roce 1932. Boxeři Carmelo Robledo  v pérové váze a Santiago Lovell v těžké váze se stali olympijskými vítězi stejně jako maratonec Juan Carlos Zabala. Stříbrnou medaili získal boxer Amado Azar. Další skvělé výsledky přinesli také atleti Carlos Bianchi, který skončil 5. v běhu na 200 metrů, a Federico Kleger, který skončil 6. v hodu kladivem.

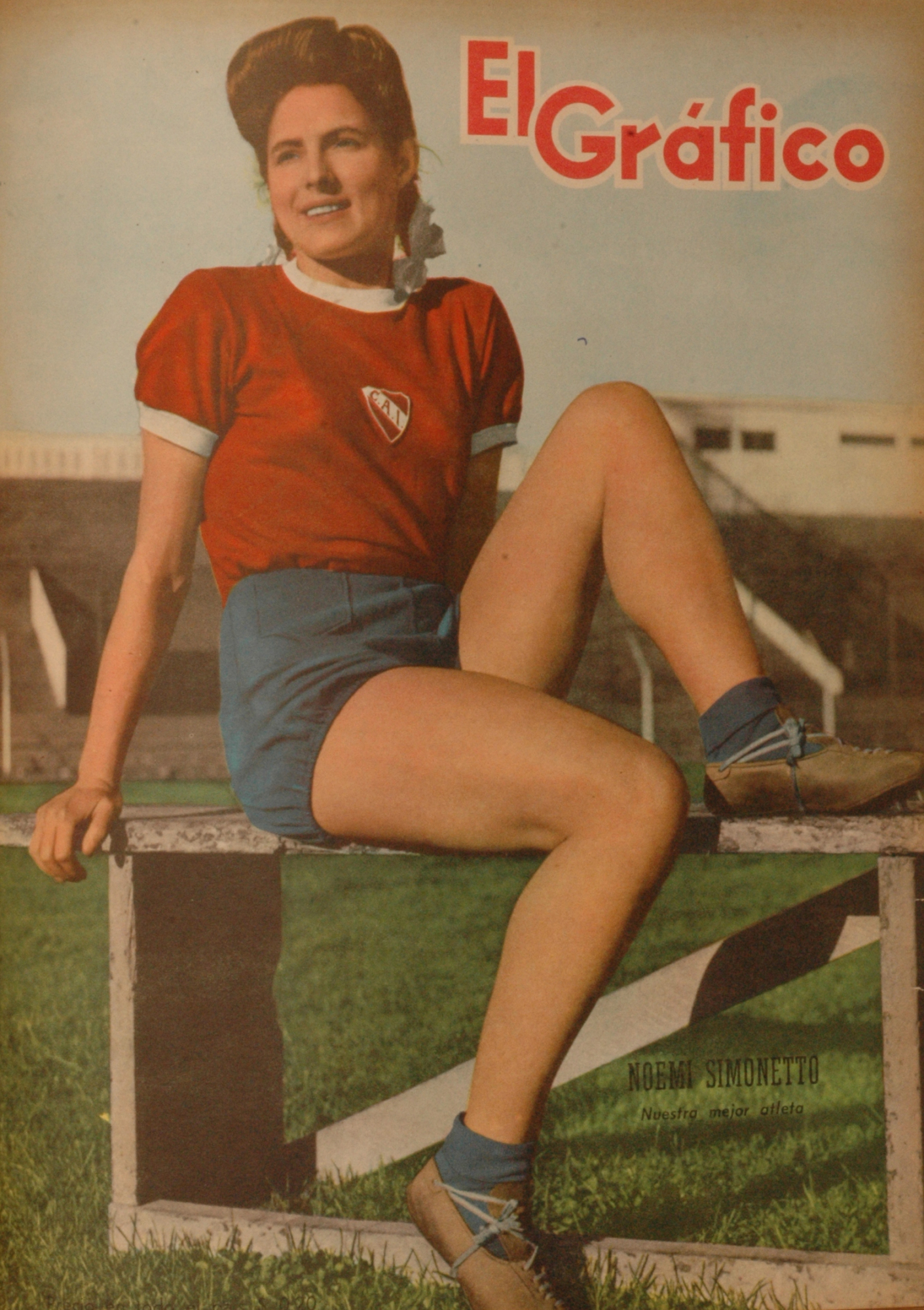
Stříbrná medailistka z her 1948 Noemí Simonettová

Na olympijských hrách v Berlíně v roce 1936 slavil svůj druhý olympijský triumf národní tým pólistů. Šampionem se stal též boxer Oscar Casanovas, který zvítězil v pérové váze, stříbrné medaile získala země také v těžké váze a dvě bronzové ve střední a polotěžké váze. První žena v argentinském olympijském týmu, plavkyně Jeanette Campbellová, získala stříbro na 100 metrů volný způsob. Bronzové medaile získali také veslaři. Maratonec Juan Carlos Zabala, vítěz maratonu z předchozí olympiády roku 1932, se v Berlíně zúčastnil běhu na 10 kilometrů a skončil šestý, protože musel běh vzdát po pádu krátce po polovině závodu.

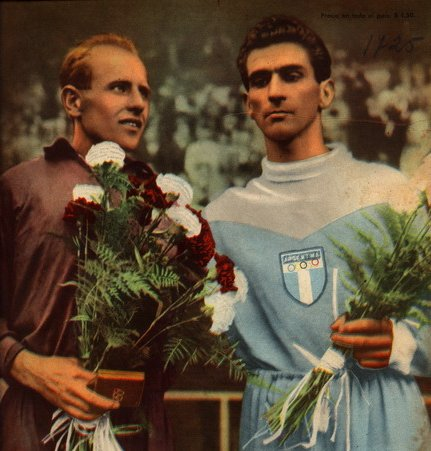
Stříbrný medailista v maratonu 1952 Reinaldo Gorno (nalevo zlatý Emil Zátopek).

### 1948 až 1960
Po konci druhé světové války se letní olympijské hry konaly poprvé v roce 1948 v Londýně. Na tyto hry Argentina vyslala dosud největší tým, čítající 199 sportovců, mezi nimiž byli poprvé gymnasti, moderní pětibojaři, národní basketbalový tým a národní hokejový tým. Opět byly získány tři zlaté medaile. Atlet Delfo Cabrera zvítězil v maratonu, když v závěrečném kole na stadionu předběhl do té doby vedoucího Belgičana Étienne Gaillyho. Zlatými sportovci byli také boxeři Pascual Pérez v muší váze a Rafael Iglesias v těžké váze. Dálkařka Noemí Simonettová získala stříbrnou medaili, stejně jako střelec Carlos Enrique Díaz Sáenz Valiente ve střelbě rychlopalnou pistolí a jachtaři v šestimetrové třídě na lodi Djinn. Bronz získal boxer Mauro Cía v polotěžké váze. Dalších výborných umístění dosáhli maratonci Eusebio Guiñez na 5. místě a Alberto Sensini na 9. místě. Plavec Mario Chávez obsadil 4. místo na 100 metrů znak.
Na letní hry do Helsinek v roce 1952 odcestovalo celkem 123 argentinských sportovců. Prvními olympijskými vítězi se zde stali Tranquilo Cappozzo a Eduardo Guerrero ve veslování ve dvojskifu. V maratonu získal stříbrnou medaili Reinaldo Gorno který skončil druhý za Emilem Zátopkem, a obhájce titulu Cabrera skončil šestý. V boxu dosáhl na stříbro Boxer Antonio Pacenza v polotěžké váze, jeho týmový kolega Eladio Herrera získal bronzovou medaili v polostřední váze. Další bronzovou medaili získal vzpěrač Humberto Selvetti v těžké váze. Národní basketbalový tým se zde umístil čtvrtý, po prohře s Uruguayí 59:68.
Jezdecké soutěže olympijských her v roce 1956, konající se v Melbourne, byly kvůli přísným karanténním předpisům pro koně v Austrálii přesunuty do Stockholmu. Zde argentinský tým ve skocích obsadil 4. místo. V Melbourne získala Argentina celkem dvě medaile. Po bronzu na olympiádě v roce 1952 se vzpěrač Humberto Selvetti zlepšil v těžké váze na stříbro, další a to bronzovou medaili vybojoval boxer Víctor Zalazar ve střední váze. Střelec Oscar Cervo obsadil 5. místo ve střelbě rychlopalnou pistolí.
Ani na olympijských hrách v Římě v roce 1960 se Argentině nepodařilo získat více než dvě medaile. Stříbro získala posádka lodi Tango v dračí třídě v jachtingu, další loď Ardilla obsadila 4. místo v třídě 5,5 m. Bronzová medaile připadla boxerovi v lehké váze Abelu Laudoniovi. V Římě země poprvé soutěžila ve skocích do vody.

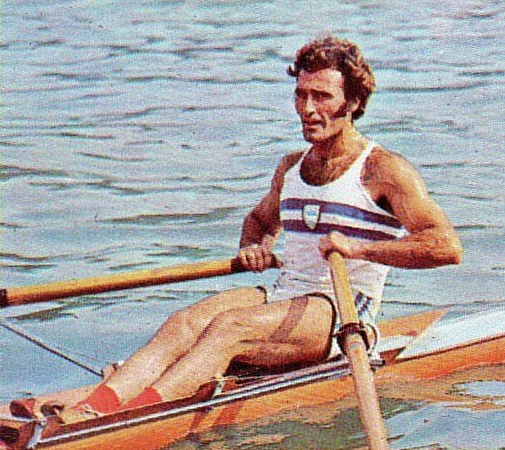
Veslař Alberto Demiddi při přípravě na hry v roce 1972

### 1964 až 1980
Na Letních hrách v Tokiu v roce 1964, kde se poprvé zúčastnili argentinští judisté, získal jedinou medaili pro argentinský tým jezdec Carlos Moratorio se svým koněm Chalanem. Na medailových pozicích se těsně neudržel argentinský cyklistický tým, který v týmové časovce na 100 km obsadil 4. místo. Také veslař Alberto Demiddi skončil na 4. místě v závodě skifů.
Na hrách v Mexiku 1968 se veslař Demiddi zlepšil na 3. místo a získal tak bronz. Druhou bronzovou medaili získal boxer Mario Guilloti v polostřední váze. Alberto Demiddi se na dalších Letních olympijských hrách v Mnichově v roce 1972 opět zlepšil a tentokrát získal stříbrnou medaili v závodě skifů. Další významná umístění ovšem v Mnichově argentinský tým nezaznamenal.
Na hrách v Montréalu 1976 zůstala Argentina vůbec poprvé od roku 1920 bez zisku medaile. Jedinými předními umístěními bylo 5. místo v judistickém turnaji v otevřené váze díky judistovi Jorgemu Portellimu a 6. místo ve skifu díky veslaři Ricardu Ibarramu.
Následujících Letních olympijských her v Moskvě v roce 1980 se Argentina nezúčastnila, jelikož se po boku ostatních zemí Ameriky připojila k bojkotu těchto olympijských her.

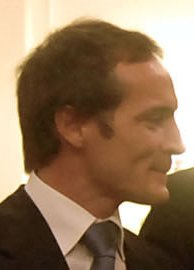
Stříbrný medailista z her 1996 a 2000, Carlos Espínola

### 1984 až 1996
Na hrách v Los Angeles v roce 1984 byla Argentina poprvé zastoupena v kanoistice a na turnaji ve volejbalu. Stejně jako na hrách v roce 1976 v Montréalu však zůstaly oba tyto týmy bez úspěchu. V dráhové cyklistice dosáhl 5. místa v bodovacím závodě Juan Esteban Curuchet, jeho týmový kolega Marcelo Alexandre skončil šestý ve sprintu. Veslař Ricardo Ibarra si na těchto hrách polepšil od své poslední účasti na hrách v Montréalu a umístil se pátý.
Letních olympijských her v Soulu v roce 1988 se za Argentinu poprvé zúčastnili lukostřelci a hráči stolního tenisu. Na těchto hrách získala země poprvé po 16 letech další medaile, když v tenise prohrála Gabriela Sabatini s Němkou Steffi Grafovou ve dvou setech a získala tak stříbro, a když volejbalový tým mužů vybojoval bronz po vítězství 3:2 nad Brazílií. Cyklista Juan Esteban Curuchet na hrách zopakoval své 5. místo v bodovacím závodě. V jachtingu skončil windsurfer Jorge García na 7. místě.
Na hrách v Barceloně v roce 1992 získala země jednu bronzovou medaili. Tenisté Javier Frana a Christian Miniussi prohráli ve čtyřhře s pozdějšími olympijskými vítězi Borisem Beckerem a Michaelem Stichem 2:3 na sety. V dráhové cyklistice dosáhl José Lovito 6. místa ve sprintu, veslař Sergio Fernández pak obsadil 6. místo v závodě skifu.
Zisk dvou stříbrných a jedné bronzové medaile byla konečná bilance argentinského týmu na Letních olympijských hrách v Atlantě v roce 1996. Argentinská fotbalová reprezentace do 23 let získala stříbro po prohře 2:3 ve finále s Nigérií. Jachtař Carlos Espínola vyhrál stříbro ve windsurfingu. Boxer Pablo Chacón získal bronz v pérové váze. Her v Atlantě se poprvé zúčastnil tým plážových volejbalistů, reprezentace nakonec skončila čtvrtá, když v zápase o bronz prohráli s Itálií 0:3 na sety.

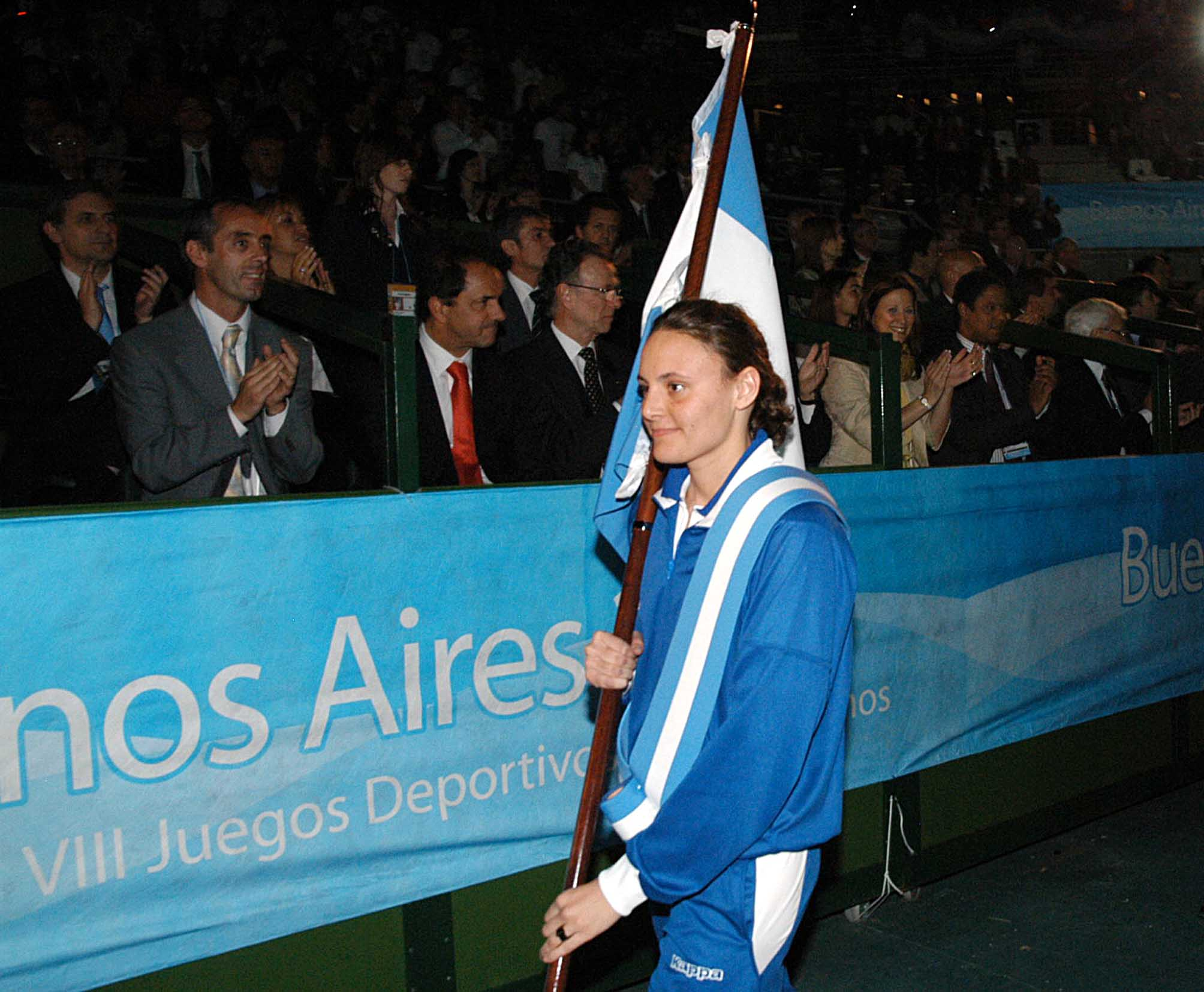
Plavkyně Georgina Bardach, zde jako vlajkonoška na Jihoamerických hrách 2006, získala v roce 2004 bronzovou medaili

### Od roku 2000
Na hrách v Sydney v roce 2000 získal Carlos Espínola opět stříbro ve windsurfingu. Jachtaři přispěli k medailové bilanci dvěma bronzovými medailemi: dvojice Javier Conte a Juan de la Fuente ve třídě 470 a Serena Amato ve třídě Europe. Národní ženský hokejový tým získal stříbro po porážce 1:3 ve finále proti Austrálii. Poprvé se těchto her zúčastnily argentinské taekwondistky a také triatlonisté. Kanoista Javier Correa skončil v závodě na 1000 metrů pátý.
Po 52 letech mohla Argentina opět slavit historické vítězství na Letních olympijských hrách v Athénách v roce 2004. Mužský basketbalový tým zde zvítězil ve finále 84:69 nad Itálií poté, co v semifinále porazili tým USA 89:81. Na fotbalovém turnaji pak porazila Argentina ve finále Paraguay 1:0 a získala tak druhou zlatou medaili. Ženský hokejový tým získal bronz po vítězství 1:0 nad Čínou, další bronzové medaile získali jachtaři Carlos Espínola a Santiago Lange ve třídě Tornado, plavkyně Georgina Bardach na 400 metrů a tenistky Paola Suárezová a Patricia Tarabiniová ve čtyřhře. Veslař Santiago Fernández skončil čtvrtý ve skifu.

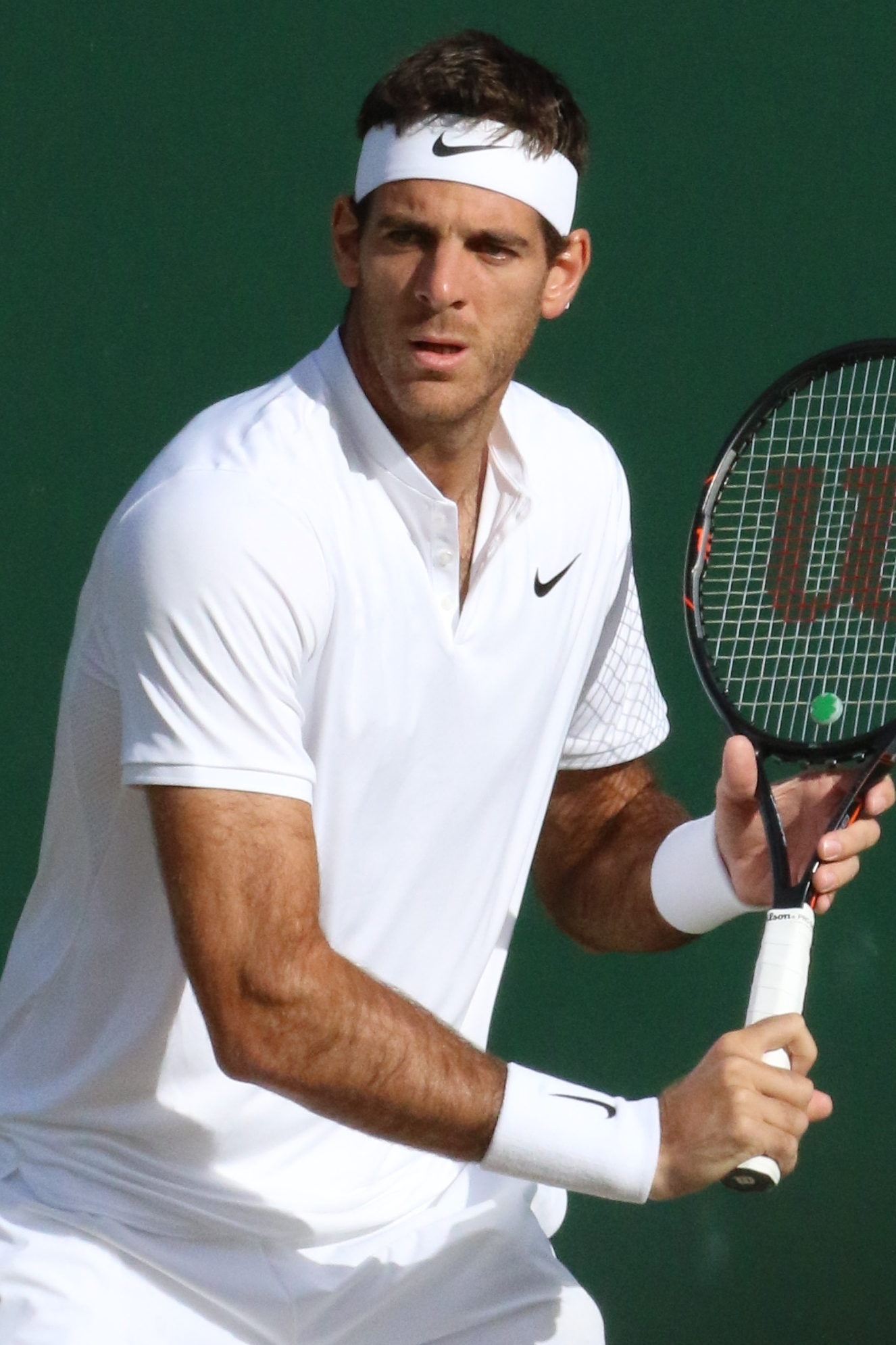
Tenista Juan Martín del Potro, držitel bronzu z her 2012 a stříbra z her 2016

Na hrách v Pekingu v roce 2008 zvládl mužský fotbalový tým do 23 let obhájit své olympijské vítězství, když ve finále porazil Nigérii 1:0. Cyklisté Walter Pérez a Juan Esteban Curuchet se stali olympijskými vítězi ve scratchi. Curuchet získal svou zlatou medaili při své již šesté účasti na olympiádě a stal se tak ve svých 43 letech dosud nejstarším olympijským vítězem v cyklistice. Argentinský basketbalový tým neobhájil své vítězství z roku 2004, v semifinále prohrál s USA 81:101, ale v zápase o bronz porazili Litvu 87:75. Ženský hokejový tým získal bronz podruhé za sebou, když v zápase o bronz porazil Německo 3:1. Ve třídě Tornado získali Santiago Lange a Carlos Espínola opět bronz. V judu získala Paula Paretová bronz v extra lehké váze. V součtu na těchto hrách země získala 6 medailí.
Na hrách v Londýně 2012 získal zlatou medaili v taekwondu Sebastián Crismanich v welterové váze. Po stříbru v roce 2000 a dvou bronzech v letech 2004 a 2008 získal ženský hokejový tým opět stříbro, když ve finále prohrál 0:2 s Nizozemskem. Jachtaři Lucas Calabrese a Juan de la Fuente získali bronz v třídě 470. Další bronzovou medaili získal tenista Juan Martín del Potro ve dvouhře mužů, když v zápase o bronz porazil ve dvou setech Srba Novaka Djokoviće. Argentinský basketbalový tým skončil tentokrát čtvrtý, když v semifinále opět prohrál s USA 83:109, argentinský tým zde hrál proti USA semifinálové utkání již po třetí. V zápase o bronz prohráli s Ruskem 77:81 a skončili tak čtvrtí. Ve veslování na těchto hrách skončila dvojice Ariel Suárez a Cristian Rosso čtvrtá. Poprvé se na tomto ročníku argentinský tým zúčastnil olympijského turnaje v házené, v Londýně byla zastoupena mužská reprezentace. Argentina celkem na hrách získala 4 medaile.
Her v Riu de Janeiru v roce 2016 se poprvé zúčastnili argentinští ragbisté a golfisté, celkově si země z her odvezla 4 medaile. Judistka Paula Paretová získala po bronzu v roce 2008 tentokrát zlatou medaili v extra lehké váze a stala se tak první argentinskou ženou, která získala olympijské zlato. V jachtingu zvítězili Santiago Lange a Cecilia Carranza Saroli ve třídě Nacra 17. Mužský hokejový tým získal zlatou medaili po vítězství 4:2 nad Belgií, když v semifinále porazili Německo 5:2. Juan Martín del Potro získal po bronzu v roce 2012 tentokrát stříbrnou medaili po čtyřsetové prohře s Britem Andym Murrayem. V atletice se do finále kvalifikovali skokan o tyči Germán Chiaraviglio a oštěpař Braian Toledo. Chiaraviglio skončil jedenáctý, Toledo desátý.
Letních olympijských her v Tokiu v roce 2020 se účastnilo v součtu 189 sportovců. Země získala jednu stříbrnou medaili zásluhou pozemních hokejistek, které ve finálovém zápase prohrály s Nizozemskem a dvě bronzové medaile zásluhou národního ragbyového týmu a národního volejbalového týmu. 
Letní olympijské hry v Pařiži v roce 2024 vynesly celkem 136 zúčastněným argentinským sportovcům 3 medaile. Zlato získal cyklista José Torres ve Freestylu BMX, stříbro získali jachtaři Mateo Majdalani a Eugenia Boscová ve smíšeném závodě, a bronz získal Národní tým pozemních hokejistek, který v boji o třetí místo porazil Belgii na penalty 3-1. 

## Účast na Letních olympijských hrách
| Dějiště LOH            | LOH      | Vlajkonoš                                       | Účastníci | Zlatá medaile | Stříbrná medaile | Bronzová medaile | Celkem |
| ---------------------- | -------- | ----------------------------------------------- | --------- | ------------- | ---------------- | ---------------- | ------ |
| 1900 Paříž             | LOH 1900 | nebyl                                           | 1         |               |                  |                  | 0      |
| 1908 Londýn            | LOH 1908 | nebyl                                           | 1         |               |                  |                  | 0      |
| 1920 Antverpy          | LOH 1920 | nebyl                                           | 1         |               |                  |                  | 0      |
| 1924 Paříž             | LOH 1924 | Enrique Thompson                                | 77        | 1             | 3                | 2                | 6      |
| 1928 Amsterdam         | LOH 1928 | Héctor Méndez                                   | 81        | 3             | 3                | 1                | 7      |
| 1932 Los Angeles       | LOH 1932 | Alberto Zorrilla                                | 32        | 3             | 1                |                  | 4      |
| 1936 Německo           | LOH 1936 | Juan Carlos Zabala                              | 51        | 2             | 2                | 3                | 7      |
| 1948 Londýn            | LOH 1948 | Alfredo Yantorno                                | 199       | 3             | 3                | 1                | 7      |
| 1952 Helsinky          | LOH 1952 | Delfo Cabrera                                   | 123       | 1             | 2                | 2                | 5      |
| 1956 Melbourne         | LOH 1956 | Isabel Avellan                                  | 28        |               | 1                | 1                | 2      |
| 1960 Řím               | LOH 1960 | Cristina Hardekopf                              | 91        |               | 1                | 1                | 2      |
| 1964 Tokio             | LOH 1964 | Jeannette Campbell                              | 102       |               | 1                |                  | 1      |
| 1968 Ciudad de México  | LOH 1968 | Carlos Moratorio                                | 89        |               |                  | 2                | 2      |
| 1972 Mnichov           | LOH 1972 | Carlos D'Elia                                   | 92        |               | 1                |                  | 1      |
| 1976 Montréal          | LOH 1976 | Hugo Aberastegui                                | 69        |               |                  |                  | 0      |
| 1980 Moskva            | 1980     |                                                 |           |               |                  |                  | Ne     |
| 1984 Los Angeles       | LOH 1984 | Ricardo Ibarra                                  | 82        |               |                  |                  | 0      |
| 1988 Soul              | LOH 1988 | Gabriela Sabatiniová                            | 118       |               | 1                | 1                | 2      |
| 1992 Barcelona         | LOH 1992 | Marcelo Garrafo                                 | 84        |               |                  | 1                | 1      |
| 1996 Atlanta           | LOH 1996 | Carolina Marianiová                             | 178       |               | 2                | 1                | 3      |
| 2000 Sydney            | LOH 2000 | Carlos Espínola                                 | 143       |               | 2                | 2                | 4      |
| 2004 Athény            | LOH 2004 | Carlos Espínola                                 | 152       | 2             |                  | 4                | 6      |
| 2008 Peking            | LOH 2008 | Manu Ginóbili                                   | 137       | 2             |                  | 4                | 6      |
| 2012 Londýn            | LOH 2012 | Luciana Aymarová                                | 142       | 1             | 1                | 2                | 4      |
| 2016 Rio de Janeiro    | LOH 2016 | Luis Scola (zahájení) Paula Paretová (ukončení) | 213       | 3             | 1                | 0                | 4      |
| 2020 Tokio             | LOH 2020 | Cecilia Carranza a Santiago Lange               | 189       |               | 1                | 2                | 3      |
| 2024 Paříž             | LOH 2024 | Luciano De Cecco a Rocío Sánchez Mocciaová      | 136       | 1             | 1                | 1                | 3      |
| Celkem                 | 26       |                                                 |           | 22            | 27               | 31               | 80     |
| Zdroj na Olympedia.org |          |                                                 |           |               |                  |                  |        |

## Medaile dle sportů
| Sport         | Zlato | Stříbro | Bronz | Celkem |
| ------------- | ----- | ------- | ----- | ------ |
| Box           | 7     | 7       | 10    | 24     |
| Atletika      | 2     | 3       | 0     | 5      |
| Fotbal        | 2     | 2       | 0     | 4      |
| Pólo          | 2     | 0       | 0     | 2      |
| Cyklistika    | 2     | 0       | 0     | 2      |
| Jachting      | 1     | 5       | 5     | 10     |
| Pozemní hokej | 1     | 3       | 3     | 6      |
| Veslování     | 1     | 1       | 2     | 4      |
| Plavání       | 1     | 1       | 1     | 3      |
| Basketbal     | 1     | 0       | 1     | 2      |
| Judo          | 1     | 0       | 1     | 2      |
| Taekwondo     | 1     | 0       | 0     | 1      |
| Tenis         | 0     | 2       | 3     | 5      |
| Vzpírání      | 0     | 1       | 1     | 2      |
| Jezdectví     | 0     | 1       | 0     | 1      |
| Střelba       | 0     | 1       | 0     | 1      |
| Volejbal      | 0     | 0       | 2     | 2      |
| Šerm          | 0     | 0       | 1     | 1      |
| Rugby 7       | 0     | 0       | 1     | 1      |
| Celkem        | 22    | 27      | 31    | 80     |

## Kandidatura na pořádání Olympijských her
Hlavní město Argentiny Buenos Aires, se v minulosti několikrát ucházelo o pořadání Letních olympijských her. Ani jednou ale hry nakonec nehostilo.
Poprvé se tak dělo v roce 1936, o pořádání 11. Letních olympijských her. Konečné rozhodnutí padlo během 29. zasedání MOV v Barceloně, přičemž zvítězil Berlín se 43 hlasy, zatímco Buenos Aires, spolu s deseti dalšími uchazečskými městy, nedostalo žádný hlas.
Podobná situace nastala, když se město ucházelo o pořádání 12. Letních olympijských her v roce 1940, které později byly kvůli druhé světové válce zrušeny. Během 35. zasedání MOV v Berlíně bylo zvoleno Tokio, zatímco Buenos Aires opět nedostalo žádný hlas.
Pro rozhodnutí o pořádání 16. Letních olympijských her v roce 1956 byla během 43. zasedání MOV v Římě potřeba čtyři kola hlasování. Posledními dvěma uchazečskými městy ve čtvrtém kole bylo Buenos Aires společně s australským Melbourne, které nakonec hlasování vyhrálo poměrem hlasů 21:20. Buenos Aires se na těchto hrál rovněž ucházelo o oddělné pořádání jezdeckých disciplín kvůli přísným karanténním předpisům pro koně v Austrálii. Konečné rozhodnutí ve prospěch Stockholmu nakonec padlo během 48. zasedání MOV v Mexiku, během nějž Buenos Aires nedostalo žádný hlas.
Buenos Aires bylo také vyřazeno v prvním kole bez hlasu během 50. zasedání MOV v Paříži, kde se rozhodovalo o pořádání 17. Letních olympijských her v roce 1960, kdy bylo rozhodnuto o Římě. Při další výzvě bylo Buenos Aires opět vyřazeno v prvním kole, tentokrát s dvěma hlasy. Rozhodnutí o pořádání 19. Letních olympijských her v roce 1968 padlo během 60. zasedání MOV v Baden-Badenu, přičemž vítězem se stalo Mexico City.
Zatím poslední žádost o pořadatelství podalo Buenos Aires ohledně pořádání 28. Letních olympijských her v roce 2004. Během voleb na 106. zasedání MOV ve švýcarském Lausanne došlo po prvním kole hlasování ke stavu, kdy došlo k remíze 16 hlasů mezi ním a Kapským městem. Rozhodnutí o tom, které město bude vyřazeno, bylo provedeno s finálním výsledkem 44 hlasů pro Kapské město a 62 hlasů pro Buenos Aires, čímž bylo definitivně vyřazeno.

## Zastoupení v MOV

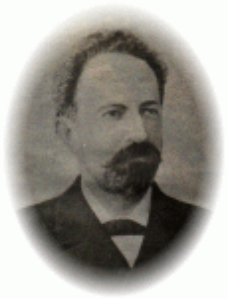
José Benjamín Zubiaur

Argentina má jednoho zástupce v MOV (Mezinárodním olympijském výboru). Od roku 2011 je tímto členem prezident argentinského Národního olympijského výboru Gerardo Werthein.
Jedním z bývalých členů výbou byl pedagog José Benjamin Zubiaur, mimo jiné jeden ze zakládajících členů MOV. Tehdejší předseda Pierre de Coubertin jej jmenoval členem v roce 1894. Kvůli časté nepřítomnosti na zasedáních a ignoraci korespondence bylo jeho členství Coubertinem vyhlášeno za ukončené v roce 1907.